# Romeo Brawner
Romeo Brawner (Solano, 17 september 1935 – Quezon City, 29 mei 2008) was een Filipijns rechter en commissaris van de Filipijnse kiescommissie COMELEC.

## Biografie
Romeo Brawner werd geboren in Solano in de Filipijnse provincie Nueva Vizcaya. Hij studeerde rechten aan de University of the Philippines en behaalde in 1959 zijn bachelor-diploma rechten. Na zijn afstuderen was Brawner elf jaar werkzaam als aanklager. In 1975 werd hij benoemd tot rechter van de rechtbank van Baguio. Aansluitend was hij vanaf 1987 twaalf jaar lang rechter bij de regionale rechtbank in La Trinidad, Benguet. Ook was Brawner van 1971 tot 1995 professor in de rechten aan Baguio Colleges Foundation, tegenwoordig de University of the Cordilleras.
In augustus 1995 werd hij door president Fidel Ramos benoemd tot rechter van het Hof van beroep, het op een na hoogste rechtscollege van de Filipijnen. Kort voor zijn bij wet verplichtte pensionering als rechter op zijn 70e verjaardag werd hij door president Gloria Macagapal-Arroyo benoemd tot president van het Hof van beroep. Op 17 september 2005 werd Brawner benoemd tot Commissaris van de Filipijnse kiescommissie COMELEC. Hij was in die hoedanigheid verantwoordelijk voor het verloop van de verkiezingen in Cagayan Valley. Na de pensionering van Resurreccion Borra was Brawner van 2 februari tot 25 maart 2005 voorzitter van COMELEC, tot de benoeming van Jose Melo.
In 2008 overleed Brawner onverwacht op 72-jarige leeftijd in het St. Luke's Medical Center aan de gevolgen van een hartaanval. Hij was getrouwd met hoogleraar Fe Brawner en kreeg met haar vijf kinderen.